# إرنست غرينغر
إرنست غرينغر هو کومونار ‏ وصحفي وسياسي فرنسي، ولد في 20 أبريل 1844 في Mortagne-au-Perche ‏ في فرنسا، وتوفي في 21 مايو 1914 في باريس في فرنسا. انتخب نائب فرنسي.